# Unterseeboot 1279
L'Unterseeboot 1279 ou U-1279 est un sous-marin allemand (U-Boot) de type VIIC/41 utilisé par la Kriegsmarine pendant la Seconde Guerre mondiale.
Le sous-marin fut commandé le 13 juin 1942 à Bremen-Vegesack (Bremer Vulkan), sa quille fut posée le 26 août 1943, il fut lancé en mai 1944 et mis en service le 5 juillet 1944, sous le commandement de l'Oberleutnant zur See Hans Falke.
L'U-1279 n'endommagea ou ne coula aucun navire au cours de l'unique patrouille (34 jours total en mer) qu'il effectua.
Il fut coulé par la Royal Navy et l'Aviation américaine dans la Manche, en février 1945.

## Conception
Unterseeboot type VII, l'U-1279 avait un déplacement de 759 tonnes en surface et 860 tonnes en plongée. Il avait une longueur hors-tout de 67,20 m, un maître-bau de 6,20 m, une hauteur de 9,60 m et un tirant d'eau de 4,74 m. Le sous-marin était propulsé par deux hélices de 1,23 m, deux moteurs diesel Germaniawerft F46 de 6 cylindres en ligne de 1 400 ch à 470 tr/min, produisant un total de 2 060 à 2 350 kW en surface et de deux moteurs électriques Allgemeine Elektricitäts-Gesellschaft GU 460/8-276 de 375 ch à 295 tr/min, produisant un total 550 kW, en plongée. Le sous-marin avait une vitesse en surface de 17,7 nœuds (32,8 km/h) et une vitesse de 7,6 nœuds (14,1 km/h) en plongée. Immergé, il avait un rayon d'action de 80 nautiques (150 km) à 4 nœuds (7,4 km/h; 4,6 milles par heure) et pouvait atteindre une profondeur de 230 m. En surface son rayon d'action était de 8 500 nautiques` (soit 15 700 km) à 10 nœuds (19 km/h).
L'U-1279 était équipé de cinq tubes lance-torpilles de 53,3 cm (quatre montés à l'avant et un à l'arrière) et embarquait quatorze torpilles. Il était équipé d'un canon de 8,8 cm SK C/35 (220 coups), d'un canon de 20 mm Flak C30 en affût antiaérien et d'un canon 37 mm Flak M/42 qui tire à 15 350 mètres avec une cadence théorique de 50 coups par minute. Il pouvait transporter 26 mines TMA ou 39 mines TMB. Son équipage comprenait 4 officiers et 40 à 56 sous-mariniers.

## Historique
Il reçut sa formation de base au sein de la 8. Unterseebootsflottille à Danzig jusqu'au 31 janvier 1945, puis il intégra sa formation de combat dans la 11. Unterseebootsflottille basé à Bergen.
Sa première et unique patrouille est précédée par un court trajet de Kiel à Horten, où il fait escale. Elle commence le 29 janvier 1945 au départ d'Horten. Équipé d'un Schnorchel, le submersible opère près des côtes britanniques. Après 30 jours en mer, l'U-1279 est attaqué et coulé le 27 février 1945 dans la Manche à l'est des Îles Scilly, à la position géographique 49° 46′ N, 5° 47′ O, par des charges de profondeur des frégates britanniques HMS Labuan (K584) (en), HMS Loch Fada (K390) (en), du sloop britannique HMS Wild Goose et d'un Liberator américain du VPB-112 (en).
Les 48 membres d'équipage meurent dans cette attaque.

### Autre possibilité
- Coulé le 3 février 1945 au nord-ouest de Bergen en mer du Nord, à la position géographique 61° 21′ N, 2° 00′ O, par la frégate britannique HMS Loch Eck (K422) (en).

## Affectations
- 8. Unterseebootsflottille du 5 juillet 1944 au 31 janvier 1945 (Période de formation).
- 11. Unterseebootsflottille du 1er février 1945 au 27 février 1945 (Unité combattante).

## Commandement
- Oberleutnant zur See Hans Falke du 5 juillet 1944 au 27 février 1945.

## Patrouilles
|       | Commandant       | Départ          | Départ | Arrivée         | Arrivée | Jours    | Succès |
| ----- | ---------------- | --------------- | ------ | --------------- | ------- | -------- | ------ |
|       | Oblt. Hans Falke | 20 janvier 1945 | Kiel   | 23 janvier 1945 | Horten  | 4 jours  |        |
| 1     | Oblt. Hans Falke | 29 janvier 1945 | Horten | 27 février 1945 | Coulé   | 30 jours |        |
| Total | Total            | Total           | Total  | Total           | Total   | 34 jours | 0 t    |

Note : Oblt. = Oberleutnant zur See